# SADD
I Sistemi di Acquisizione e Distribuzione dei Dati (SADD) sono sistemi per trasferire informazioni provenienti dal mondo esterno all'interno di un PC.

## SADD in ambito industriale
In ambito industriale i sistemi SADD fanno da interfaccia fra l'impianto industriale ed il sistema di gestione e controllo. 
In pratica si occupano del condizionamento dei segnali provenienti dai vari sensori, della loro elaborazione e conversione analogico-digitale (ADC) e del trasferimento al sistema di gestione e controllo. Questo, costituito da uno o più PC, che si occuperà della raccolta, del confronto e dell'analisi dei dati stessi. In base all'analisi dei dati il sistema di controllo potrebbe decidere di modificare alcuni parametri dell'impianto mediante degli specifici attuatori. L'elaborazione di tali comandi e la gestione degli attuatori è sempre svolta da SADD.

## Blocchi funzionali
I sistemi SADD sono costituiti dai seguenti blocchi funzionali, talvolta integrati in un unico dispositivo, altre volte indipendenti:

### Condizionamento
Il blocco di condizionamento è l'interfaccia verso il mondo esterno. Riceve i segnali analogici prodotti dai sensori ed apporta tutta quella serie di modifiche necessarie a rendere tali segnali compatibili con la successiva elaborazione numerica.
Tipici componenti del blocco di condizionamento sono:
- Amplificatori, attenuatori: amplificano o attenuano il livello del segnale analogico, qualora non sia nel range del convertitore ADC.

- Filtri: Filtri per eliminare disturbi a specifiche frequenze (es: 50/60 Hz tipici negli impianti industriali) o filtri per prevenire l'aliasing.

Qualora il segnale da acquisire dovesse presentare caratteristiche particolari, sarà necessario utilizzare schede dedicate al condizionamento di quel particolare segnale. Spesso avremo un architettura modulare, con un unico modulo che si occupa di amplificare e filtrare e altri moduli dedicati al condizionamento degli specifici segnali. 
Esempi di segnali difficili da acquisire sono quelli provenienti da termocoppie, da sensori RTD o da strain gauge.

### Acquisizione
L'ADC è il cuore del sistema. L'informazione legata al segnale analogico, convertita in formato numerico secondo una specifica codifica, viene trasferita al calcolatore. Possono essere necessari ulteriori blocchi di memorizzazione momentanea dei dati per garantire un efficace trasmissione degli stessi a calcolatori differenti. 

## Esempi di sistemi SADD
Esempi di sistemi SADD sono i Field Point, l'SCXI (solo condizionamento), le schede DAQ.